# Mitchell Highway

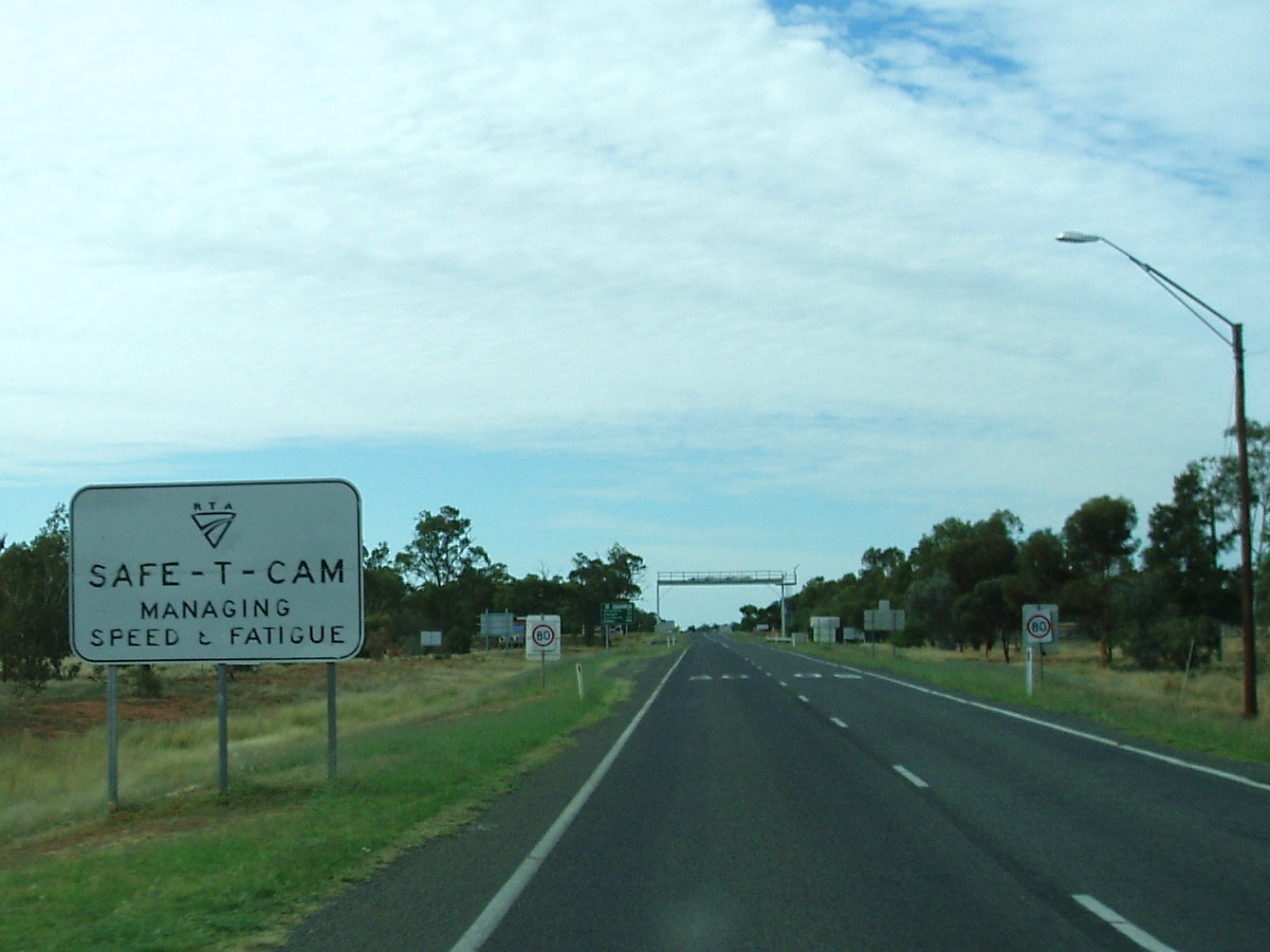
Une Safe-T-Cam sur la Mitchell Highway.

La Mitchell Highway est une route australienne longue de 1 110 km, d'orientation grossièrement sud-nord, située dans le centre et le nord de la Nouvelle-Galles du Sud et le sud et le centre du Queensland.
Elle commence à Bathurst et traverse Orange, Molong, Wellington, Dubbo, Narromine, Nevertire, Nyngan, Bourke, Cunnamulla, Charleville et Augathella.
Elle doit son nom au Major Thomas Mitchell qui fut topographe en chef de la Nouvelle-Galles du sud dans les années 1820 et qui explora la plus grande partie de l'intérieur de la Nouvelle-Galles du Sud et du Queensland.

## Galerie
